# Tarenna gibbsiae
Tarenna gibbsiae är en måreväxtart som beskrevs av Herbert Fuller Wernham. Tarenna gibbsiae ingår i släktet Tarenna och familjen måreväxter. Inga underarter finns listade i Catalogue of Life.